# Feruza Sadikova
Feruza Sadikova (23 de abril de 2002) es una deportista uzbeka que compite en taekwondo.
Ganó dos medallas de bronce en el Campeonato Mundial de Taekwondo, en los años 2022 y 2023, y tres medallas en el Campeonato Asiático de Taekwondo entre los años 2021 y 2024. En los Juegos Asiáticos de 2022 obtuvo una medalla de plata en la categoría de –67 kg.

## Palmarés internacional
| Campeonato Mundial  | Campeonato Mundial        | Campeonato Mundial | Campeonato Mundial |
| Año                 | Lugar                     | Medalla            | Categoría          |
| ------------------- | ------------------------- | ------------------ | ------------------ |
| 2022                | Guadalajara (México)      | Medalla de bronce  | –62 kg             |
| 2023                | Bakú (Azerbaiyán)         | Medalla de bronce  | –62 kg             |
| Juegos Asiáticos    |                           |                    |                    |
| Año                 | Lugar                     | Medalla            | Categoría          |
| 2022                | Hangzhou (China)          | Medalla de plata   | –67 kg             |
| Campeonato Asiático |                           |                    |                    |
| Año                 | Lugar                     | Medalla            | Categoría          |
| 2021                | Beirut (Líbano)           | Medalla de oro     | –62 kg             |
| 2022                | Chuncheon (Corea del Sur) | Medalla de bronce  | –62 kg             |
| 2024                | Đà Nẵng (Vietnam)         | Medalla de plata   | –62 kg             |